# Roșia Montană
Roșia Montană (německy Goldbach, maďarsky Verespatak) je rumunská obec v župě Alba, v historickém regionu Sedmihradska. Nachází se v apusenském pohoří. V obci žije přibližně 2 400 obyvatel. Okolní krajina je bohatá na rudy kovů, lokalita má hornickou historii starou minimálně 2000 let. V roce 2021 byla těžební krajina Roșia Montană (o rozloze 1663 ha) zapsána na seznam světového kulturního dědictví UNESCO.

## Historie
Bohatá naleziště zlata a dalších minerálů v okolí jsou využívána při nejmenším od dob starověkého Říma. Již Hérodotos (4. století před Kristem) zmiňuje těžbu zlata v této oblasti etnikem Agathyrsi příbuzným se Skyty. Zásoby zlata byly jedním z motivů zřízení římské provincie Dácie na sever od dolního Dunaje císařem Trajánem v roce 106. Vzniklá římská osada nesla název Alburnus Maior, obyvatelstvo tvořili zejména ilyrští osadníci. Římané se z Dácie stáhli v 70. létech 2. století. V pozdním starověku a ve středověku těžební zařízení a infrastruktura chátraly. Neklidná situace na hranicích a bouřlivé období stěhování národů neumožnily prosperující podporu těžebního průmyslu.
Teprve v pozdním středověku se ujala imigrační opatření uherských králů, která přivedla do země tzv. sedmihradské Sasy, maďarské osadníky a přesídlila sem čast Sikulů. Došlo ke stabilizaci skromného těžebního průmyslu, který však nikdy nebyl schopen se vyrovnat jeho dřívější velikosti. Teprve poté, co byla odvrácena turecká hrozba, byla Marie Terezie schopna rozšířit těžbu. Jako jedna z největších dolů v monarchii se Roșia Montană stala finanční podporou podunajské říše a vládnoucího habsburského domu. Doly byly rozšiřovány pomocí německých horníků, kteří také formovali kulturní krajinu - např. zdejší vesnice nesou německé architektonické a urbanistické prvky.
Těžba zlata probíhala i za komunistického Rumunska. Zlatý důl zde fungoval až do roku 2006. Po jeho zavření existovaly snahy obnovení těžby. To se však vyvolalo vlnu odporu a rumunská poslanecká sněmovna projekt případné těžby zamítla a zároveň prohlásila oblast za historickou památku národního významu, což podstatně reguluje průmyslové aktivity.

## Fotogalerie

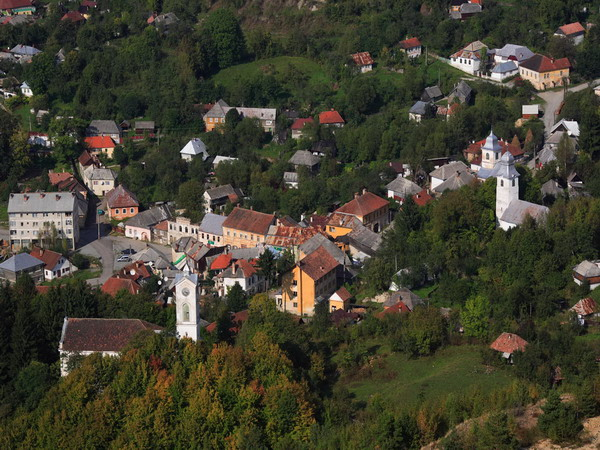
obec Roșia Montană
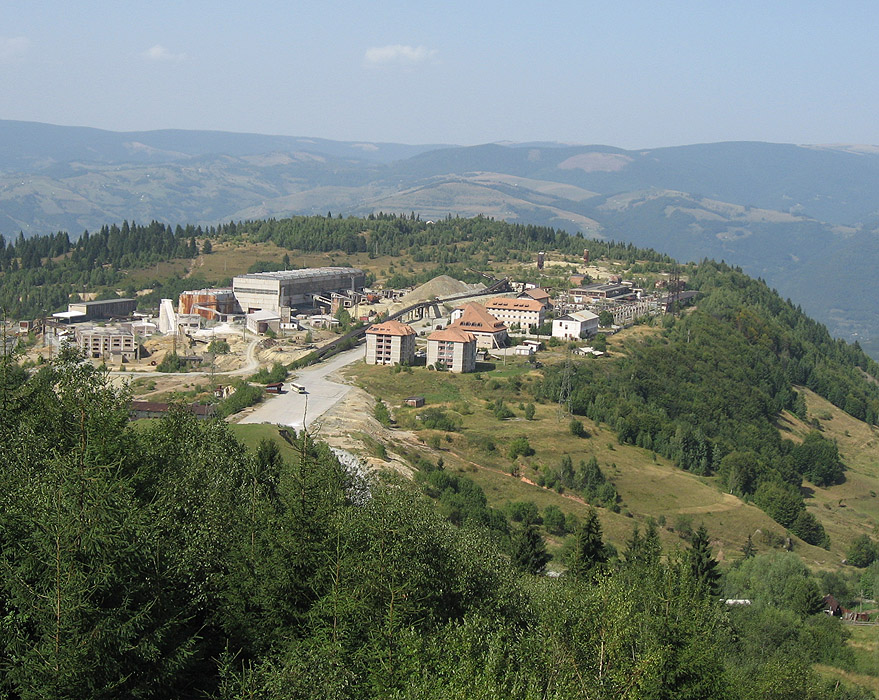
měděný důl
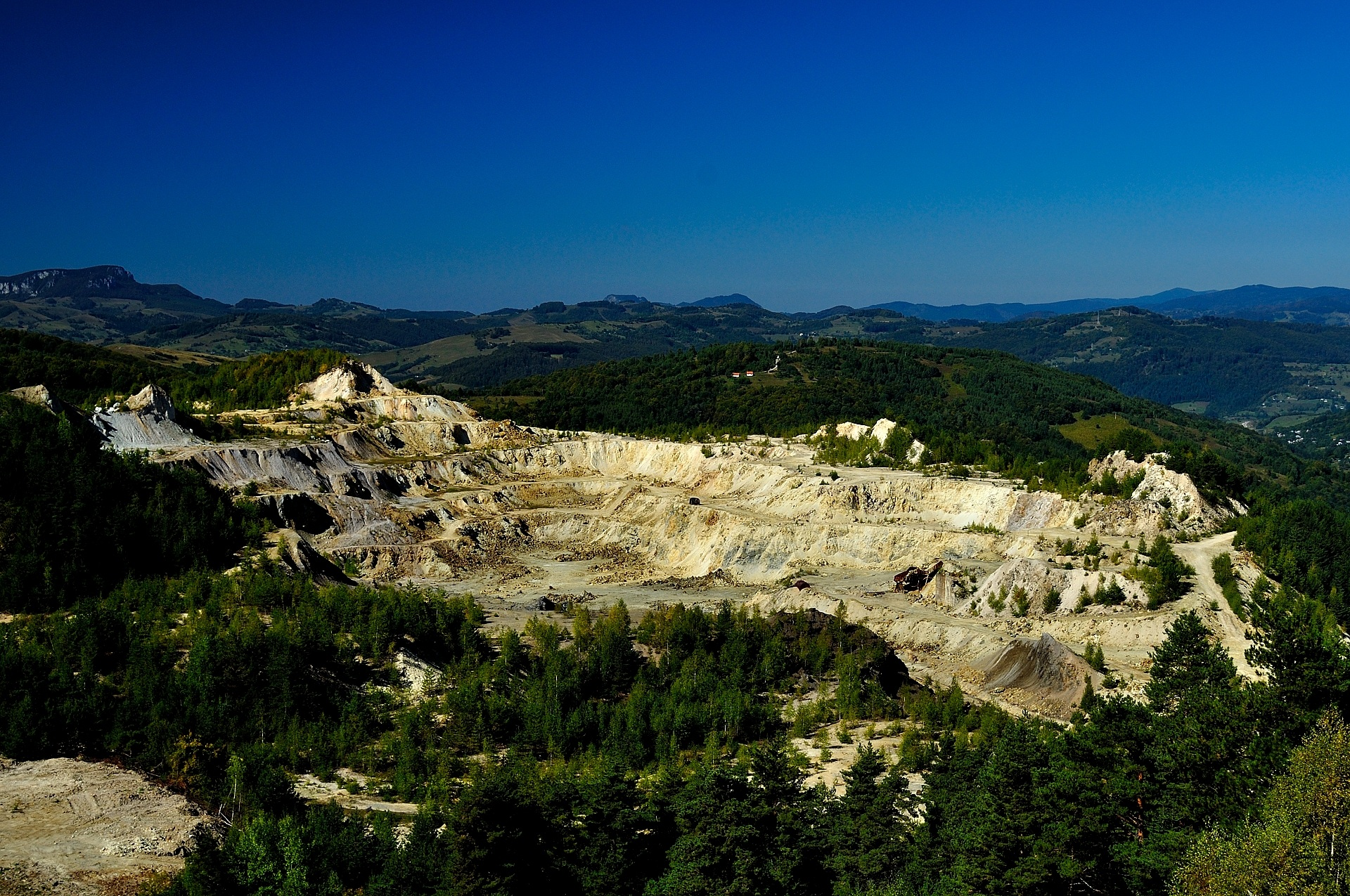
zlatý důl
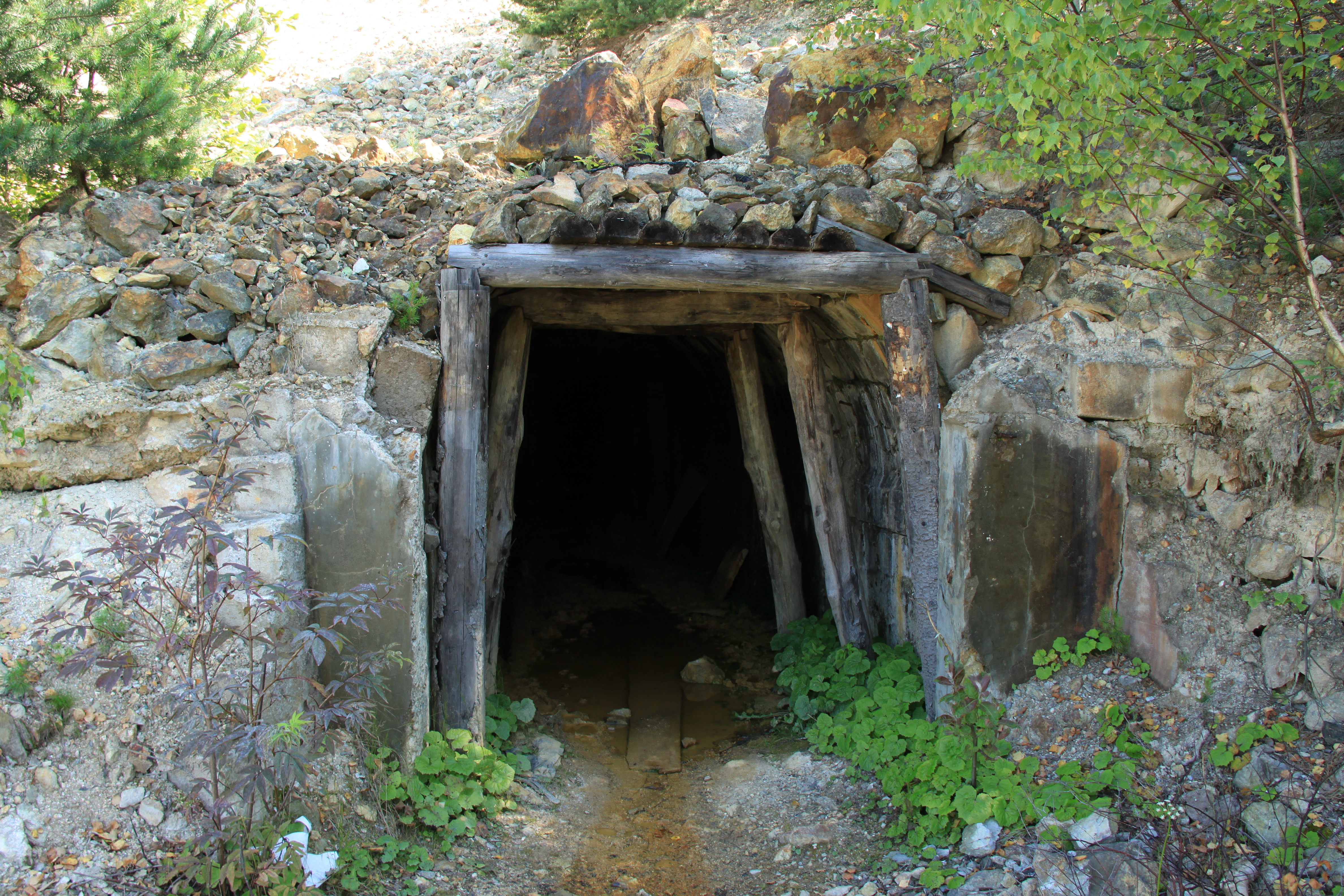
vchod do dolu
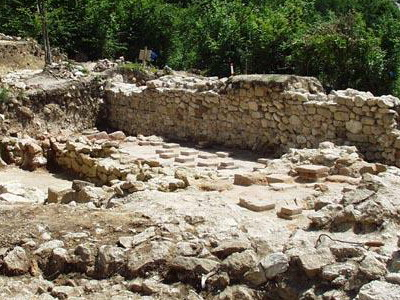
ruiny římské osady